# Obrium albifasciatum
Obrium albifasciatum là một loài bọ cánh cứng trong họ Cerambycidae.